# Español tolimense
El dialecto tolimense, huilense u opita es una variante del español cuyas hablantes se encuentran ubicados muy mayoritariamente en los departamentos colombianos del Huila y Tolima (donde antiguamente quedaba el Tolima Grande), teniendo los rasgos más característicos en el sur del Tolima y el Huila. Este dialecto nace directamente del contacto entre españoles en el siglo XVI cuando comienza la conquista del territorio tolimense al fundarse ciudades intermedias entre Santa Fe y Popayán. No se usa comúnmente en las clases altas y muchos de los jóvenes de los dos departamentos, en ocasiones es mal visto el uso del dialecto en sectores de algunas regiones del país, como sucede con otras variantes del español en Colombia y se prefiere en buen número de veces un acento estándar similar al bogotano.

## Características
Su característica principal que lo hace diferente de otros dialectos colombianos es su entonación y acento que hace concatenar las palabras al hablar confiriéndole un tono cantarín y lento. Es común encontrar la eliminación de hiatos convirtiéndolos en diptongos (esto es de mala reputación en el habla culta), por ejemplo:
- "Peor" = "pior".
- "Pelear" = "Peliar".

### Fonética
- Como en el resto del continente hay seseo por lo que no hay diferencia entre z y s.
- La /s/ se mantiene en posición final pero puede ser aspirada /h/ en contexto intervocálico.
- Tampoco hay diferenciación entre y y ll, es típico el yeísmo.
- La /n/ final es alveolar.
- Los sonidos /b/, /d/ y /g/ son aproximantes entre vocal pero son oclusivos tras consonante como en casi todo el interior del país.

### Morfología
Para la segunda persona del singular se usa "usted" en casi todos los casos (comúnmente en zonas rurales pronunciado como "vustéd"), en los últimos 20 años ha aparecido el uso del "tu" especialmente entre gente joven. El voseo no se utiliza en este dialecto (a excepción de ciertas zonas del norte del Tolima en cual hay contacto entre dialecto tolimense y antioqueño o paisa). En el vocabulario se observa gran cantidad de antiquismos españoles y elementos indígenas, así como también uso de nuevas palabras extraídas principalmente del inglés debido a la dominancia tecnológica que ejerce en la región. Además los medios de comunicación acercan este dialecto a un dialecto más central con respecto a las grandes urbes colombianas e hispanoamericanas (esto se ve mejor en Ibagué (Capital del Tolima) donde el dialecto cada día tiene menores hablantes y se restringe más a adultos mayores y es poco utilizado por jóvenes).

### Léxico
Aunque estas palabras típicas de la región son utilizadas mayoritariamente en un contexto rural, la mayoría de los habitantes urbanos conocen su significado.
- Mica: persona tacaña.
- Guámbito: Niño.
- Tantíco: Un momento corto.
- Timbo: Recipiente plástico de boca pequeña y asa, usado para transportar líquidos.
- Pitico: Pedacito.
- Guatuperio: Aglomeración desordenada y frenética de un grupo de personas.
- Pingüita: Término aplicado a una cosa o persona (Niño) pequeñita.
- Colgar jeta: Esperar y observar
- Billolino: Reluciente, como nuevo, lustroso.
- Catiar: Ensayar, probar.
- Farolo: Vanidoso, ostentoso, presumido.
- Gato: Comida que se lleva envuelta en hojas de plátano y que se come fría.
- Jondiar: Tirar, botar, arrojar.
- Jipato: Persona de mal color.
- Chingas: Pantalonetas de baño.
- Colino: Persona, ofendida, rabiosa, furiosa, de mal genio.
- Fullero: Por lo general, niño que pretende engañar con malicia y picardía.
- Salir chontiao: Salir raudo e inesperadamente.
- Desecho: Camino más corto o atajo.
- Pajarón-na: Persona inquieta y alocada, que realiza actos arriesgados.
- Túmbilo: Calabazo o fruto del totumo muy alargado que se usa para envasar líquidos.